# Pantestudines
|  | Dieser Artikel wurde aufgrund von formalen oder inhaltlichen Mängeln in der Qualitätssicherung Biologie im Abschnitt „Reptilien“ zur Verbesserung eingetragen. Dies geschieht, um die Qualität der Biologie-Artikel auf ein akzeptables Niveau zu bringen. Bitte hilf mit, diesen Artikel zu verbessern! Artikel, die nicht signifikant verbessert werden, können gegebenenfalls gelöscht werden. Lies dazu auch die näheren Informationen in den Mindestanforderungen an Biologie-Artikel. Begründung: Vollprogramm |

Als Pantestudines oder Pan-Testudines wird die Gruppe aller Reptilien bezeichnet, die näher mit den Schildkröten verwandt sind als mit jedem anderen lebenden Tier. Es umfasst sowohl moderne Schildkröten (Kronengruppenschildkröten, auch bekannt als Testudines) als auch alle ihre ausgestorbenen Verwandten (die Stammgruppe der Schildkröten).

## Klassifikation
Die Identität der Vorfahren und engsten Verwandten der Schildkrötenlinie war ein langjähriges wissenschaftliches Rätsel, obwohl neue Entdeckungen und bessere Analysen im frühen 21. Jahrhundert begannen, die Beziehungen zwischen Schildkröten zu klären. Die Analyse fossiler Daten hat gezeigt, dass Schildkröten Diapsiden sind, die entweder mit den Archosauriern (Krokodile, Vögel und Verwandte) oder den Lepidosauriern (Echsen, Tuatara und Verwandte) am engsten verwandt sind. Die genetische Analyse spricht stark für die Hypothese, dass Schildkröten die nächsten Verwandten der Archosaurier sind, obwohl Studien, die nur fossile Beweise verwenden, sie häufig weiterhin als Verwandte von Lepidosauriern wiederfinden. Studien, die nur Fossilien verwenden, sowie Studien, die eine Kombination aus fossilen und genetischen Beweisen verwenden, legen beide nahe, dass Sauropterygier, die Gruppe der prähistorischen Meeresreptilien, einschließlich der Plesiosaurier und der oft oberflächlich schildkrötenartigen Plakodonten, selbst Stammschildkröten sind.
Obwohl morphologiebasierte Analysen normalerweise keine Schildkröten-Archosaurier-Klade (Archelosauria) unterstützen, identifizierten Bhullar & Bever (2009) einen für Archosauriformes typischen Laterosphenoid-Knochen in der Stammschildkröte Proganochelys. Es kann als Synapomorphie für diese vorgeschlagene Klade dienen.
Das Kladogramm unten folgt dem wahrscheinlichsten Ergebnis einer anderen Analyse von Schildkrötenbeziehungen, die nur fossile Beweise verwendet und 2015 von Rainer Schoch und Hans-Dieter Sues veröffentlicht wurde. Diese Studie ergab, dass Eunotosaurus tatsächlich eine frühe Stammschildkröte ist, obwohl es eine andere ist Versionen der Analyse fanden eine schwache Unterstützung für es als Parareptil.
Benton (2015) stellte 2 Synapomorphien von Ankylopoda (zu denen auch Sauropterygia, Thalattosauria und Ichthyosauria in der Nähe von Lepidosauriern gehören würden), prootisch-parietaler Kontakt und hakenförmiger fünfter Mittelfußknochen und 6 von Archelosauria zusammen: posterodorsaler Prozess am Oberkiefer, Sagittalkamm, schlanke und sich verjüngende Halswirbelsäule Rippen, Kerbe am vorderen Rand des Schlüsselbeins, kleiner vorderer Fortsatz und größerer hinterer Fortsatz an der Darmbeinklinge und mittlerer Mittelfortsatz im Handwurzelknochen fehlend.
Zeitkalibrierte Phylogenie, die von Shaffer et al. (2017) datierte die Trennung von Pantestudines von seiner Schwestergruppe (die Gruppe, die Archosaurier und alle Tetrapoden enthält, die enger mit Archosauriern verwandt sind als mit allen anderen lebenden Tieren) auf das mittlere Karbon. Laurin und Piñeiro (2017) platzierten Schildkröten in der Nähe von Pareiasauriern innerhalb von Parareptilia, einer Gruppe, die sie als Schwester von Neodiapsida betrachteten.
Gardner & Van Franken (2020) kritisierten die Analyse von Li et al., verwiesen auf Probleme mit dem Datensatz und stellten fest, dass ihre vorgeschlagene Phylogenie nicht unterstützt wurde, nachdem die Probleme behoben worden waren.
Lichtig & Lucas (2021) schlugen vor, Pappochelys sei mit Sauropterygiern verwandt, Eunotosaurus gehöre zu den Caseidae und Schildkröten seien von Pareiasaurier-Parareptilien in der Nähe von Anthodon abgeleitet. Nach dieser Hypothese hat sich der Schildkrötenpanzer aus einer Verschmelzung der Rippen mit dorsalen Osteodermen entwickelt. Odontocheys, der ein Rückenpanzer fehlte, werden als hochgradig abgeleitetes Taxon angesehen und nicht als Vertreter des angestammten Zustands der Schildkröten. Die Zuverlässigkeit der molekularen Unterstützung für Archelosauria wurde ebenfalls in Frage gestellt, obwohl Simões et al. (2022) fanden morphologische Unterstützung für diese Hypothese. In ihrer Analyse ist Pappochelys das basalste Pantestudine, aber Eunotosaurus ist ein basaler Neodiapsid anstelle einer Stammschildkröte, eines Parareptils oder eines Synapsids.